# الدورة 46 لمهرجان قرطاج الدولي
انطلقت فعاليات الدورة 46 لمهرجان قرطاج الدولي يوم 8 جويلية 2010 تولى إدارة المهرجان السيد بوبكر بن فرج

## برنامج الدورة 46 لمهرجان قرطاج الدولي[1]
تضمن البرنامج 35 عرضا فنيا يجمع نخبة من المبدعين من تونس والخارج ويبلغ عدد العروض التونسية 15 عرضا أما سهرة الافتتاح يوم 8 جويلية فخصصت لعرض فيلم: «شارع النخيل الجريح» للمخرج عبد اللطيف بن عمار، كما كان حفل الاختتام مع عرض «أنا المدلل» للفنان زياد غرسة إضافة إلى عروض تونسية أخرى للفنانين لطفي بوشناق وصابر الرباعي ونبيهة كراولي ونجاة عطية وأسامة فرحات ومقداد السهيلي وشكري بوزيان ودرصاف الحمداني علاوة على سهرة الجاز التي سيحييها الفنان التونسي المقيم بالمهجر المنصف جنود إلى جانب سهرات للتراث الصوفي التونسي علي غرار «الحضرة 2010» لفاضل الجزيري و«نورانيات» لسليم البكوش.